# Timothy Pilsbury
Timothy Pilsbury (* 12. April 1789 in Newburyport, Massachusetts; † 23. November 1858 in Henderson, Texas) war ein US-amerikanischer Politiker. Zwischen 1845 und 1849 vertrat er den Bundesstaat Texas im US-Repräsentantenhaus.

## Werdegang
Timothy Pilsbury besuchte die öffentlichen Schulen seiner Heimat und arbeitete danach für etwa zwei Jahre als Ladenangestellter. Danach wurde er Seemann. Während des Britisch-Amerikanischen Krieges von 1812 kommandierte er ein Kaperschiff. Später ließ er sich in Eastport im neu entstandenen Bundesstaat Maine nieder. In den Jahren 1825 und 1826 war er Abgeordneter im Repräsentantenhaus von Maine; zwischen 1827 und 1836 gehörte er dem dortigen Regierungsrat an. 1836 kandidierte er erfolglos für einen Sitz im Kongress.
Danach verließ Pilsbury den Staat Maine. Über Ohio und New Orleans gelangte er nach Brazoria in der damals unabhängigen Republik Texas. In den Jahren 1840 und 1841 war er Abgeordneter im Repräsentantenhaus dieser Republik, ehe er 1842 dem dortigen Senat an. Schließlich wurde er Richter am Bezirksgericht seiner neuen Heimatstadt, was auf ein früheres Jurastudium schließen lässt. Im Brazoria County fungierte er außerdem als Nachlassrichter. Im Jahr 1845 war er noch einmal Mitglied im Senat der Republik Texas. 
Nachdem die Republik Texas als Bundesstaat der Union beigetreten war, wurde Pilsbury als Kandidat der Demokratischen Partei im zweiten Wahlbezirk des neuen Staates in das US-Repräsentantenhaus in Washington, D.C. gewählt, wo er am 30. März 1846 sein neues Mandat antrat. Nach einer Wiederwahl konnte er bis zum 3. März 1849 im Kongress verbleiben. Diese Zeit war von den Ereignissen des Mexikanisch-Amerikanischen Krieges geprägt. Im Jahr 1848 wurde er nicht wiedergewählt. Nach dem Ende seiner Zeit im US-Repräsentantenhaus zog sich Timothy Pilsbury aus der Politik zurück. Er starb am 23. November 1858 in Henderson, wo er auch beigesetzt wurde.